# Elie Salem
Elie Adib Salem (ur. w 1930) – libański politolog, polityk, pisarz i wykładowca akademicki, prawosławny chrześcijanin, wicepremier i minister spraw zagranicznych w rządzie Szafika al-Wazzana (1982–1984). Pełnił też obowiązki ministra finansów po ustąpieniu Adela Hamije w 1983 r. Obecnie jest rektorem Uniwersytetu Balamand.

## Wybrane publikacje
- Modernization Without Revolution: Lebanon's Experience. Indiana University Press, 1973.
- Prospects for a new Lebanon (AEI special analyses). American Enterprise Institute for Public Policy Research, 1982.
- Violence and Diplomacy in Lebanon. I. B. Tauris, 1995.
- My American Bride. Quartet Books. London, 2007.